# I Don't Care (Ed Sheeran e Justin Bieber)
I Don't Care è un singolo del cantautore britannico Ed Sheeran e del cantante canadese Justin Bieber, pubblicato il 10 maggio 2019 come primo estratto dal sesto album in studio di Sheeran No. 6 Collaborations Project.

## Video musicale
Il video musicale, diretto da Emil Nava e girato a Los Angeles e in Giappone, è stato reso disponibile il 17 maggio 2019 attraverso il canale YouTube di Sheeran.
Il video ha ricevuto due candidature agli MTV Video Music Awards 2019 nelle categorie Miglior collaborazione e Canzone dell'estate.

## Tracce
Testi e musiche di Ed Sheeran, Fred Gibson, Max Martin, Shellback, Justin Bieber e Jason "Poo Bear" Boyd.
Download digitale
1. I Don't Care – 3:39

Download digitale – Acoustic
1. I Don't Care (Acoustic) – 3:58

Download digitale – Jonas Blue Remix
1. I Don't Care (Jonas Blue Remix) – 3:12

Download digitale – Loud Luxury Remix
1. I Don't Care (Loud Luxury Remix) – 3:14

Download digitale – Chronixx & Koffee Remix
1. I Don't Care (Chronixx & Koffee Remix) – 3:38

## Formazione
Musicisti
- Ed Sheeran – voce
- Justin Bieber – voce
- Max Martin – cori, tastiera
- FRED – cori, tastiera, beatboxing, batteria, chitarra, basso, programmazione
- Benjy Gibson – cori, percussioni
- Shellback – tastiera, programmazione
- Georgia Gibson – sassofono
- Emma Corby – arrangiamento ottoni aggiuntivo

Produzione
- Max Martin – produzione
- Shellback – produzione
- FRED – produzione, ingegneria del suono
- Șerban Ghenea – missaggio
- John Hanes – ingegneria al missaggio
- Michael Ilbert – ingegneria del suono
- Josh Gudwin – produzione e registrazione voce di Justin Bieber
- Inaam Haq – assistenza tecnica
- Stuart Hawkes – mastering

## Successo commerciale
I Don't Care è stato il 7º singolo più venduto al mondo nel 2019 secondo l'International Federation of the Phonographic Industry.

### Stati Uniti d'America
Il brano ha debuttato alla 2ª posizione della classifica statunitense nella pubblicazione del 25 maggio 2019, rimanendo bloccata da Old Town Road di Lil Nas X e Billy Ray Cyrus. È divenuto il quindicesimo ingresso in top ten di Bieber e il settimo di Sheeran. Nel corso della settimana ha accumulato 77 000 copie digitali, 34,1 milioni di riproduzioni in streaming e 49,1 milioni di ascoltatori radiofonici. La settimana successiva è rimasta alla posizione numero 2, nonostante un calo del 62% nei download digitali e del 10% nelle riproduzioni streaming, seppur incrementando l'audience radiofonica del 19% rispetto alla settimana precedente.

### Regno Unito
Nella classifica britannica dei singoli il brano ha esordito alla vetta nella sua prima settimana di pubblicazione grazie a 123 025 unità di vendita, risultanti da 21 602 copie digitali, 10 885 981 streaming in audio e 2 130 897 riproduzioni in video. È diventata la sesta numero uno di Sheeran e la settima di Bieber in territorio britannico.

## Classifiche

### Classifiche settimanali
| Classifica (2019)    | Posizione massima |
| -------------------- | ----------------- |
| Argentina            | 24                |
| Australia            | 1                 |
| Austria              | 1                 |
| Belgio (Fiandre)     | 2                 |
| Belgio (Vallonia)    | 2                 |
| Brasile              | 8                 |
| Bulgaria             | 1                 |
| Canada               | 2                 |
| Corea del Sud        | 67                |
| Croazia              | 1                 |
| Danimarca            | 1                 |
| Estonia              | 2                 |
| Finlandia            | 1                 |
| Francia              | 5                 |
| Germania             | 2                 |
| Grecia               | 1                 |
| Irlanda              | 1                 |
| Islanda              | 1                 |
| Italia               | 1                 |
| Lettonia             | 3                 |
| Libano               | 2                 |
| Lituania             | 3                 |
| Lussemburgo          | 1                 |
| Malaysia             | 1                 |
| Norvegia             | 1                 |
| Nuova Zelanda        | 2                 |
| Paesi Bassi          | 1                 |
| Polonia              | 3                 |
| Portogallo           | 1                 |
| Regno Unito          | 1                 |
| Repubblica Ceca      | 1                 |
| Romania              | 2                 |
| Russia               | 2                 |
| Slovacchia           | 1                 |
| Slovenia             | 1                 |
| Spagna               | 8                 |
| Stati Uniti          | 2                 |
| Svezia               | 1                 |
| Svizzera             | 1                 |
| Ucraina              | 4                 |
| Ungheria (streaming) | 2                 |

### Classifiche di fine anno
| Classifica (2019) | Posizione |
| ----------------- | --------- |
| Australia         | 6         |
| Austria           | 5         |
| Belgio (Fiandre)  | 10        |
| Belgio (Vallonia) | 10        |
| Canada            | 8         |
| Corea del Sud     | 157       |
| Danimarca         | 7         |
| Francia           | 31        |
| Germania          | 9         |
| Irlanda           | 8         |
| Islanda           | 3         |
| Italia            | 21        |
| Lettonia          | 18        |
| Malaysia          | 9         |
| Norvegia          | 8         |
| Nuova Zelanda     | 6         |
| Paesi Bassi       | 4         |
| Polonia           | 34        |
| Portogallo        | 6         |
| Regno Unito       | 3         |
| Russia            | 21        |
| Singapore         | 6         |
| Slovenia          | 8         |
| Spagna            | 22        |
| Stati Uniti       | 16        |
| Svezia            | 7         |
| Svizzera          | 11        |
| Ungheria          | 8         |
| Classifica (2020) | Posizione |
| Australia         | 55        |
| Canada            | 46        |
| Croazia           | 12        |
| Danimarca         | 64        |
| Islanda           | 36        |
| Paesi Bassi       | 99        |
| Portogallo        | 47        |
| Regno Unito       | 42        |
| Romania           | 92        |
| Russia            | 116       |
| Slovenia          | 22        |
| Svezia            | 75        |
| Svizzera          | 79        |
| Ungheria          | 94        |
| Classifica (2021) | Posizione |
| Portogallo        | 139       |